# Furby
Furby – elektroniczna zabawka, wprowadzona na rynek w 1998 roku przez firmę Tiger Electronics. Pierwsza generacja furby była produkowana przez Tiger Electronics do 2002 roku a jej sloganem było „The more you play with me, the more I do! I will keep amazing you!” co w tłumaczeniu na polski oznacza „Im więcej się ze mną bawisz, tym więcej robię! Nie przestanę Cię zaskakiwać”. Kolejne modele to produkt Hasbro. Druga generacja była produkowana w latach 2005–2007 ze sloganem „Your emoto*tronic Friend”, produkcję trzeciej rozpoczęto w 2012 roku, wyszła wtedy również aplikacja moblina ,,Furby", która szybko jednak stała się nieaktualna przez problemy techniczne. Produkcję tej generacji zakończono w 2015. W 2016 roku powstały Furby Connect. Czwarta generacja była produkowana w latach 2016-2017, wprowadzono kolorowe oczy, zabawki miały bardziej zaawansowane ruchy. Następna, piąta generacja zaczęła być produkowana w 2023 roku. 
Nazwa zabawki pochodzi z języka angielskiego i jest skrótem od fur ball, czyli kulka futra.
Zaprojektowane przez Dave’a Hamptona i Caleba Chunga Furby z wyglądu przypominają sowy lub chomiki. Używają własnego języka, zwanego „furbijskim” (ang. furbish), liczącego ok. 200 słów. Są jednak w stanie nauczyć się prostych słów po angielsku. Zaczynają mówiąc jedynie własnym językiem, z czasem ucząc się coraz więcej nowych słów. Furby są interaktywne. Reagują na dźwięk, dotyk, głaskanie, a także obecność innych furbych. Bardziej zaawansowane funkcje zabawki wymagały dodatkowego oprogramowania na iOS lub Androida, powstało wiele aplikacji tj. Furby BOOM! gdzie można było się nimi opiekować i je wykluwać.
Furby stały się świątecznym hitem i były masowo kupowane jako prezenty pod choinkę. W latach 1998–1999 sprzedano 15,8 miliona egzemplarzy.